# Institut für den Donauraum und Mitteleuropa
Das Institut für den Donauraum und Mitteleuropa (IDM) ist ein außeruniversitäres Forschungsinstitut und regionaler Thinktank, der sich mit aktuellen Fragen des Donauraums, Mittel- und Südosteuropas befasst. Seit 1993 bildet das IDM die Nachfolgeinstitution des am 5. Dezember 1953 gegründeten Forschungsinstituts für Fragen des Donauraumes (FID). Mitbegründer und erster Vorsitzender des FID war Theodor Hornbostel. Das Institut wurde, um unerwünschte Einflussnahmen zu vermeiden, bei seiner Gründung bewusst außerhalb der sowjetischen Zone in Salzburg gegründet; 1957 übersiedelte der Verein nach Wien.
Zu den Schwerpunkten des Instituts zählen die Zukunft der Europäischen Union sowie die Beziehungen mit ihren östlichen Nachbarstaaten. Durch Forschung, Publikationen und Veranstaltungen sollen grenzübergreifende Verständigung, Kooperation und die Entwicklung guter nachbarschaftlicher Beziehungen verbessert werden.

## Geschichte
Ähnlich wie die Paneuropa-Bewegung strebte Hornbostel nach dem Zweiten Weltkrieg einen Zusammenschluss der Donauländer, allerdings unter Ausschluss Deutschlands, an. Im Vordergrund sollte eine engere wirtschaftliche und kulturelle Zusammenarbeit mitteleuropäischer Länder zur Überwindung nationalistischer Antagonismen stehen; die Verwirklichung einer Idee der „Vereinigten Staaten Europas“ wurde, ähnlich wie von Winston Churchill im September 1946 vorgeschlagen, als Fernziel angestrebt.
Als Vorgängerinstitutionen wurden nach dem Zweiten Weltkrieg von Hornbostel der „Donaubund für Österreich“ gegründet, zugleich von Carl Karwinsky der „Österreichische Arbeitskreis für Fragen des Donauraumes“. Unter Mithilfe von Rudolf Lodgman von Auen, dem Repräsentanten der Sudetendeutschen, und weiterer Institutionen wurde dann das FID gegründet. Das Institut hatte sich Aufgaben der Forschung zum Ziel gesetzt und kam diesem Ziel durch eine Reihe von Buchpublikationen auch nach; es war aber auch ein Sammelbecken von Legitimisten (Monarchisten), die nach 1945 Hoffnungen in eine habsburgisch regierte Föderation, bestehend aus Bayern, Österreich und Ungarn, setzten.
Finanziell unterstützt wurde diese Gründung vom Unterrichtsministerium und der Österreichischen Industriellenvereinigung. Das Unterrichtsministerium entschloss sich allerdings 1958, das „Österreichische Ost- und Südosteuropa-Institut (OSI)“ zu gründen und wickelte damit wesentliche Aktivitäten nicht mehr über das FID ab. Ein Angebot auf ein Zusammengehen mit dem „Donaueuropäischen Institut“, das 1926 gegründet, 1947 erneuert und heute als „Organisation für Internationale Wirtschaftsbeziehungen (OIER)“ firmiert, kam nicht zustande. Unter dem Eindruck des Einmarsches sowjetischer Truppen in die Tschechoslowakei am 21. August 1969 wurde die Idee der friedlichen Koexistenz mit den Staaten im Einflussbereich der Sowjetunion in Frage gestellt. Die österreichischen Ministerien stellten aber aus realpolitischen Überlegungen nach der Konstituierung einer kommunistischen Alleinregierung in Prag die Unterstützung für das FID ein. Dies führte im Herbst 1970 auf einer Vorstandssitzung zum Antrag auf Auflösung des Instituts. Hornbostel trat Ende 1970 als Vorsitzender zurück, in dieser Funktion folgten ihm Felix Ermacora und Norbert Leser nach. Es wurden aber nicht alle Aktivitäten eingestellt, sondern die Zeitschrift „Der Donauraum“, die seit 1956 erscheint, sollte weiter erhalten bleiben; seit 1993 wird sie vom neu strukturierten „Institut für den Donauraum und Mitteleuropa“ herausgegeben.
Von 1995 bis zu seinem Ableben war Erhard Busek Vorsitzender des Instituts. Seit März 2022 ist Friedrich Faulhammer interimistischer Vorsitzender. Das Institut befasst sich mit aktuellen Fragen des Donauraums sowie Mittel- und Südosteuropas und will durch Wissensvermittlung (Buchpublikationen, Tagungen, Exkursionen) über die Region zur Entwicklung guter nachbarschaftlicher Beziehungen beitragen.

## Struktur und Leitbild
Als gemeinnütziger und politisch unabhängiger Verein befasst sich das IDM mit aktuellen Fragen des Donauraums, Mittel- und Südosteuropas. Gemäß dem IDM-Slogan „European perspectives – Regional actions. Cooperation and expertise since 1953“ verfolgen die Experten des IDM bei der Umsetzung regionaler Maßnahmen einen pro-europäischen Ansatz. Die Struktur des IDM umfasst den Vereinsvorstand, dem seit März 2022 Friedrich Faulhammer vorsteht, die Geschäftsführung sowie das wissenschaftliche und administrative Team. Bei der Generalversammlung 2019 wurde der vormalige Wissenschaftliche Beirat durch einen Internationalen Rat ersetzt. Die Mitglieder dieses Gremiums stehen dem Team beratend zur Seite.

## Schwerpunkte und Expertise
Ziel ist es, die grenzüberschreitende Zusammenarbeit, den Dialog und den Wissensaustausch in der Region und darüber hinaus zu verbessern. Sämtliche Aktivitäten basieren auf den Prinzipien der liberalen Demokratie. Zu den Schwerpunkten des Instituts zählen
- die Zukunft der Europäischen Union und die Beziehungen zu ihren östlichen Nachbarn
- die Förderung nachbarschaftlicher Beziehungen in der Region
- EU-Integration und -Erweiterung
- Regionale Besonderheiten und kulturelle Vielfalt
- Historisches Erbe und Zukunftsperspektiven
- Demokratie, Partizipation und Inklusion

## Aktivitäten und Netzwerk
Das IDM versteht sich als regionale Plattform für Grundlagenarbeit, Forschung, Kommunikation und Bewusstseinsbildung. Die Aktivitäten umfassen Publikationen, Veranstaltungen, Angebote für die Erwachsenenbildung sowie Maßnahmen zur Förderung des wissenschaftlichen Nachwuchses, beispielsweise durch Stipendien und Auszeichnungen. Das IDM verfügt über ein internationales Netzwerk mit Ansprechpartnern in den österreichischen Nachbarländern, am Westbalkan sowie in den östlichen Nachbarländern der Europäischen Union.
Die 1982 vom Land Niederösterreich angeregte und schließlich 1989 gegründete Arbeitsgemeinschaft der Donauländer Europas ist eine Kooperationsplattform, die als international anerkannter Vertreter der Regionen, Impulsgeber für die EU-Strategie für den Donauraum (EUSDR), Think Tank für Donauraumaktivitäten und als Netzwerk für zahlreiche Stakeholder agiert. Seit 2020 befindet sich der ARGE Donauländer Info Point am IDM.
Das IDM ist zudem langjähriger Partner der Donau-Rektorenkonferenz / Danube Rectors’ Conference (DRC), einem Netzwerk von Universitäten im Donauraum. Zudem wird das Permanente Sekretariat der DRC vom IDM betreut, von wo aus verschiedenen Initiativen, darunter die jährliche DRC Summer School, koordiniert werden.

## Nachwuchsförderung
Eine wichtige Maßnahme zur akademischen Nachwuchsförderung bildet das Young Scholars Forum (YSF). Im Rahmen der dreitägigen Konferenz haben bis zu 30 Jungforscher aus ganz Europa die Möglichkeit, ihre Forschungsarbeiten vorzustellen und mit den Teilnehmenden sowie den Experten zu diskutieren und sich zu vernetzen. Die Ergebnisse der Konferenz werden in der wissenschaftlichen Publikation des IDM Der Donauraum veröffentlicht. Auch Ausflüge und kulturelle Aktivitäten gehören zum Programm des YSF.
Seit 2004 organisiert das IDM gemeinsam mit der Donaurektorenkonferenz (DRC) die jährlich stattfindende DRC Summer School. Während dieser einwöchigen Veranstaltung stellen Teilnehmer sowie zahlreiche Experten aus dem Donauraum ihre eigenen Forschungsergebnisse vor. In den Workshops diskutieren die Teilnehmenden ihre Forschungsfragen. Die DRC Summer School ist alternierend an Universitäten im Donauraum zu Gast.
Zwischen 2018 und 2020 verlieh das IDM Stipendien an vier junge Forscher aus der Region. Mit Unterstützung von Violeta Toleva, die die Stipendien im Gedenken an ihre verstorbene Tochter Teodora Toleva bereitgestellt hat, ermöglichten die Stipendien sechsmonatige Forschungsaufenthalte von vier Stipendiaten aus den Bereichen Geschichte und Politikwissenschaft im Österreichischen Staatsarchiv in Wien. Die Forschungsergebnisse der Nachwuchswissenschaftler, die sich auf die außenpolitischen Herausforderungen in der Donaumonarchie konzentrieren, werden im wissenschaftlichen IDM-Journal Der Donauraum veröffentlicht.

## Erwachsenenbildung und Veranstaltungen
Das IDM setzt gemeinsam mit seinen Kooperationspartnern jährlich rund 60 Veranstaltungen um. Das Programm umfasst dabei Vorträge, Diskussionsveranstaltungen, digitale Formate sowie Seminare und andere Bildungsangebote. Ein Fixpunkt im Kalender sind Diskussionen und Briefings zu Parlamentswahlen in der Region. Um für bevorstehende Parlamentswahlen in den Ländern der Zielregion Expertise bereitstellen zu können, verfasst das IDM regelmäßig schriftliche Briefings. Diese kurzen, komprimierten Einschätzungen und Analysen ermöglichen es, den Lesern die komplexen Zusammenhänge und Hintergründe zur politischen Entwicklung vor Ort erschließbar zu machen. Verbunden sind die Briefings mit Podiumsdiskussionen, bei denen ausgewählte Experten aus den Zielländern, wie auch aus dem Institut, die politischen Systeme, Parteienlandschaften und Entwicklungen analysieren.
Im Jahr 2020 wurden die Wahlen in der Slowakei, Serbien, Kroatien, Nordmazedonien und Montenegro auf diese Weise begleitet. Das Format ist eine langjährige Kooperation des IDM mit dem Karl-Renner-Institut und der Politischen Akademie der ÖVP. Im Fokus der Erwachsenenbildung steht das in Zusammenarbeit mit dem Institut für Geographie und Regionalforschung der Universität Wien und der Kirchlichen Pädagogischen Hochschule Wien/Krems (KPH) durchgeführte Lehrerseminar.
Jedes Jahr wird Lehrkräften der Primar- und Sekundarstufe ein zweitägiges Seminarprogramm geboten, dass unterschiedliche Themenvorträge und Diskussionen mit Experten umfasst. In langjähriger Kooperation mit der Diplomatischen Akademie Wien veranstaltet das IDM auch regelmäßig Vorträge von Botschaftern aus der Region.

## Publikationen
Das Institut gibt zahlreiche Publikationen heraus, deren Inhalte entlang seiner Forschungsschwerpunkte und Zielländer ausgerichtet ist und sich an ein unterschiedliches Publikum richten. Dazu zählen neben der seit 1956 erscheinenden wissenschaftlichen Reihe auch Formate zur Politikberatung und Wissenschaftskommunikation. Ziel der Publikationstätigkeit ist es, fundiertes Wissen über die Region zu vermitteln sowie den wissenschaftlichen und gesellschaftlichen Dialog zu fördern.
Aktuelle Periodika und sonstige Publikationen des IDM:
- Der Donauraum: Die wissenschaftliche Zeitschrift erscheint seit 1956 vierteljährlich im Böhlau Verlag. Der Redaktion steht ein redaktioneller Beirat aus wissenschaftlichen Experten beratend zur Seite.idm.at
- Info Europa: Die im Jahr 2000 ins Leben gerufene Themenheft-Reihe erscheint dreimal jährlich als eine Beilage der österreichischen Tageszeitung „Die Presse“ mit einer Gesamtauflage von ca. 50.000 Stück.[2] In der 24-seitigen Publikation beschäftigen sich Gastautoren der Region mit unterschiedlichen aktuellen Entwicklungen. Im Zentrum der deutschsprachigen Publikation stehen Wissenschaftskommunikation und Wissensvermittlung zur Region. Seit 2020 steht die Publikation auch als ePaper online zur Verfügung. Einmal jährlich erscheint die Publikation als “Kulturführer Mitteleuropa” mit einem Kulturschwerpunkt. Seit 2020 sind die Ausgaben auch als ePaper verfügbar.idm.at
- IDM Policy Paper Series (IDM PPS): Die IDM PPS bieten in unregelmäßigen Abständen Analysen und Handlungsempfehlungen (Policy Solutions) für Entscheidungsträgern, Experten, Journalisten und die interessierte Öffentlichkeit zu aktuellen politischen Fragestellungen mit Fokus auf den Donauraum, Mittel- und Südosteuropa.idm.at
- IDM Info: Der viermal jährlich erscheinende Newsletter des Institutes für den Donauraum und Mitteleuropa bietet entlang von Analysen, redaktionellen Beiträgen und Veranstaltungsberichten unmittelbare Einblicke in die inhaltliche Arbeit und die vielfältigen Aktivitäten und Veranstaltungen des Instituts.idm.at

## Preise

### Danubius Award
Der Danubius Award wurde 2011 vom IDM und dem Bundesministerium für Bildung, Wissenschaft und Forschung (BMBWF) zur Auszeichnung von Personen ins Leben gerufen, die in ihrem wissenschaftlichen Werk oder in ihrem Schaffen eine besondere Leistung in Bezug auf den Donauraum erbracht haben. Der Danubius Award soll eine Anerkennung für eine profunde wissenschaftliche Auseinandersetzung mit dem Donauraum darstellen.
Der Preis ist dabei in drei Kategorien unterteilt:
- Danubius Award

Dieser Preis ist unabhängig von formalen Altersgrenzen oder der Anzahl der Jahre seit dem letzten formalen wissenschaftlichen Abschluss bzw. dem jeweiligen Status im Wissenschaftsbetrieb – und wird ausschließlich mit Bezug auf die gesamthaften wissenschaftlichen Verdienste in und um den Donauraum vergeben. Der Preis wird jährlich im Rotationsprinzip für Leistungen in den Geistes-, Kultur- und Sozialwissenschaften oder in den Lebenswissenschaften vergeben.
- Danubius Mid-Career Award

Der Danubius Mid-Career Award wurde 2017 initiiert und an Forschende vergeben, die 5 bis maximal 15 Jahre nach ihrem letzten formalen wissenschaftlichen Abschluss stehen bzw. über entsprechend gleichwertige wissenschaftliche Erfahrung verfügen.
- Danubius Young Scientist Award

Seit 2014 vergebene Preise, die für alle Disziplinen offenstehen, heben die wissenschaftliche Arbeit und das Talent 14 Nachwuchswissenschaftlern aus jedem Land, das Teil der EU-Strategie für den Donauraum ist, hervor und steigern die Sichtbarkeit der Exzellenz der Forschungsgemeinschaft im Donauraum.

### Anton-Gindely-Preis
Der Anton-Gindely-Preis für Kultur und Geschichte Mittel,- Ost- und Südosteuropas wurde von 1997 bis 2012 zur Auszeichnung von Wissenschaftlern vergeben, die in ihrem Werk einen besonderen Beitrag zur grenzüberschreitenden kulturellen und historischen Verständigung in der sprachlichen, nationalen und konfessionellen Vielfalt des Raumes und damit zum Verständnis der Wurzeln des „neuen Europa“ geleistet haben.

### Mitteleuropa-Preis
Der Mitteleuropa-Preis wurde von 1994 bis 2010 vom IDM und Bundesministerium für Wissenschaft und Forschung (heute: BMBWF) jährlich an Persönlichkeiten verliehen, die sich in besonderer Weise dem Mitteleuropa-Gedanken verdient gemacht haben.